# Vernissage
Il termine derivante dal francese vernissage (lett. "verniciatura", pronuncia italianizzata /verni's:aʒ/) viene usato per indicare la cerimonia di inaugurazione di una mostra d'arte. L'equivalente in lingua italiana, in disuso, è la vernice di una mostra.
L'evento può assumere varie forme e, di solito, ha lo scopo di permettere ai critici d'arte e ai clienti di conoscere gli artisti che espongono le proprie opere nella mostra. È un'occasione mondana, il cui scopo fondamentale è la promozione pubblicitaria dell'artista.
Speculare al vernissage è il finissage, che è invece la conclusione della mostra.

## Origine del termine
Più propriamente il vernissage è un tipo di vernice trasparente, utilizzato per proteggere alcuni tipi di dipinti dagli agenti atmosferici e dall'usura. La stesura del vernissage su un dipinto è l'ultimo atto della creazione del dipinto stesso.
Il nome dell'evento inaugurale allude al fatto che nel passato gli artisti avevano l'abitudine di applicare il vernissage sulle proprie opere appena finite e invitare amici e patroni ad assistere all'importante momento del completamento del dipinto.